# I Like to Score
I Like to Score (Me gusta anotar) es un álbum recopilatorio de 1997 de Moby, que contiene música electrónica que ha aparecido en diferentes películas. Cada una de las canciones del álbum ha aparecido en películas de los 90, excepto la canción "Go".
En Estados Unidos, fue el último álbum de Moby con la discográfica Elektra Records, salvo la excepción de Songs 1993-1998, que lanzó Elektra en 2000 intentando aprovechar el tirón de Moby. Sus siguientes álbumes se editaro con la pequeña discográfica V2 Records.

## Listado de canciones
| #   | Canción                                  | Duración | Duración total: 47:50                                      | Nota |
| --- | ---------------------------------------- | -------- | ---------------------------------------------------------- | ---- |
| 1.  | "Novio"                                  | 2:38     | de la película Double Tap                                  |      |
| 2.  | "James Bond Theme" (Moby's Re-Version)   | 3:23     | de la película El mañana nunca muere (Tomorrow Never Dies) |      |
| 3.  | "Go"                                     | 3:59     | muestra del "Laura Palmer's Theme" de Twin Peaks           |      |
| 4.  | "Ah-Ah"                                  | 2:24     | de la película Cool World                                  |      |
| 5.  | "I Like to Score"                        | 2:21     | de la película Double Tap                                  |      |
| 6.  | "Oil 1"                                  | 4:51     | de la película The Saint                                   |      |
| 7.  | "New Dawn Fades"                         | 5:34     | de la película Heat                                        |      |
| 8.  | "God Moving Over the Face of the Waters" | 5:44     | de la película Heat                                        |      |
| 9.  | "First Cool Hive"                        | 5:41     | de la película Scream                                      |      |
| 10. | "Nash"                                   | 1:22     | de la película Double Tap                                  |      |
| 11. | "Love Theme"                             | 4:36     | de la película Joe's Apartment                             |      |
| 12. | "Grace"                                  | 5:24     | del corto Space Water Onion                                |      |

- Datos: Q1060905